# Minusheart
Minusheart [ˈmaɪnəshaːt] ist eine deutsche Electro-Band.

## Geschichte
Minusheart wurde im Jahre 2007 von Jörg „Diver“ Sauer und Ralf „Benden“ Bender in Aachen gegründet. Sauer blieb langfristig das einzig konstante Mitglied des Projektes. Kreativ agierte er dabei meist mit einem Konterpart.

### Disease
Zwischen Winter 2007 und Frühjahr 2009 arbeitete die Band an ihrem Debütalbum Disease, das am 16. Oktober 2009 vom Label Echozone veröffentlicht wurde. Künstler wie Monolith, Accessory und Myk Jung von The Fair Sex waren an der Produktion des Albums beteiligt. Der Erstauflage wurden die Zusammenarbeiten in Form von Remixen als Bonus beigefügt. Kritisch hieß es in einer für Medienkonverter verfassten Besprechung, dass das Album abwechslungsreich sei, sich keinen Trends anbiedere und „im Rahmen der Möglichkeiten eigenständig“ erscheine, dennoch könne das Debüt nicht „überzeugen“. „Zum einen“ seien die Stücke „meistens zu lang und zum anderen werden viel, viel, viel zu oft, etwa am Anfang von jedem zweiten Song, Wiederholungen eingesetzt.“ An anderer Stelle wurde das Album als „abgefahrene Clubmusik“ gelobt.
Im Juli 2009 drehte Minusheart unter der Regie von Robert Sukrow zum Stück Feel No Pain das erste Musikvideo. Im Frühjahr 2010 gab Echozone die Veröffentlichung des 17 Stücke umfassenden Remixalbums Healed bekannt. Wie viele Sampler sei das Remixalbum „ein bisschen hui, ein bisschen pfui und dazwischen viel so la la“, schrieb Andreas Schulz für Musikreviews. Zeitgleich produzierten Minusheart ein Musikvideo zu Lifespan. Sauer führte selbst Regie.

### The Big Idea
Auf Grund einer lang anhaltenden Krankheit von Bender sagte die Band mehrere für das Jahr geplante Auftritte ab. Ein fertiggestelltes Musikvideo zum Song Future Lies erschien mit einer Verzögerung von 15 Monaten im Juni 2011. Produziert wurde dieser Clip von der Mainzer Firma Infernal Films. In der Zwischenzeit arbeitete Sauer an einem zweiten Studioalbum, das später unter dem Titel The Big Idea veröffentlicht wurde. Im Februar 2011 verließ Bender die Gruppe; Ingo Hannen, ehemals Kopf der Band Cyme In Bloom, trat der Band bei. Er hatte schon zuvor mit Sauer an Ideen gearbeitet. Im Frühjahr 2011 beendete das Duo seine Arbeit am Album. Im Mai des Jahres nahmen die beiden Filip Wildhoney, Schlagzeuger von RevCo World, und den Aachener Elektromusiker Jochen Fouqret in die Band auf. Beide sollten Minusheart insbesondere bei besonderen Auftritten unterstützen. Im Juni 2011 führte Frédéric Sapart bei Minushearts drittem Videoclip Drawback Regie. Am 26. August 2011 wurde Drawback mit Remixen von Accessory, Destroid und Ingo Hannen als Vary als Musikdownload veröffentlicht. The Big Idea wurde am 7. Oktober 2011 über Echozone veröffentlicht. Am 11. Mai 2012 folgte mit Inglorious Bang die zweite Single-Auskopplung, die neben der Albumversion Remixe von Accessory, Diskonnekted und Mike Silence enthält. Der dazugehörige Videoclip erschien am 18. November 2011, wurde von Tim Assmann gefilmt und von Frédéric Sapart geschnitten. Am 1. Juni 2012 veröffentlichten Minusheart mit Book of Love ein drittes Musikvideo zum Album. Regie führte der Videokünstler Schwarzdreher.
Die Kritik zum Album fiel gemischt bis schlecht aus. Das Album sei „[a]ngenehm düster, aber nicht faszinierend“ oder gar „[g]ut gemeint, vielleicht zu gut. Der Sound [würde] dem leider in keiner Weise gerecht.“

„Irgendwer bei Minusheart muss auf einen Riff gestoßen sein, den er fortan nicht mehr aufhören wollte zu spielen, denn insgesamt unterscheiden sich diese langweiligen und monotonen Gitarrenpassagen nicht wesentlich voneinander und nerven von Titel zu Titel immer mehr. Auch stört dieser zu 90 Prozent immer gleich angelegte Sprechgesang. Es fehlt an Ideen und an Mut. Mut, den die Band bei den Soundtüfteleien durchaus bewiesen hat.“

Positiv resümierte „michi“ in einer Besprechung für das Amboss Mag The Big Idea sei „[i]nsgesamt ein nettes Album einer Band, die“ keinen Trends folge und „tolle innovative Musik, die man nicht alle Tage zu hören“ bekäme.

### Call from Space
Zwei Wochen später verkündeten Sauer und Hannen in der vierzehnten Folge des Podcasts Echozone TV, dass sie an neuen Stücken arbeiten und für das Jahr 2013 die Veröffentlichung eines vierten Albums geplant hätten. Am 18. Oktober 2013 erschien mit Calls from Space das angekündigte Album über Echozone. Zum zweiten Mal arbeitete die Band hierzu mit dem Musikproduzenten Ramon Creutzer zusammen. Zur Veröffentlichung präsentierte Minusheart die Singleauskopplung Say the Word inklusive eines Musikvideos, das unter der Regie von Jörg Tochtenhagen entstand. Mitte des Jahres 2014 gab Sauber bekannt, dass in naher Zukunft kein neues Minusheart-Album entstehen würde. Am 2. März 2015 veröffentlichte Minusheart zu Song for the Blind ein weiteres Musikvideo. Die Dreharbeiten führte Ivan Komuczki bereits im November 2013 durch.
Mit Call from Space sei trotz typischer Minusheart-Elemente „ein deutlicher Fortschritt“ zu erkennen, schrieb Maria Madaffari für das Magazin Sonic Seducer. Es sei „ein Album mit Ecken und Kanten.“ Minusheart habe „kein wirklich schlechtes Album aufgenommen“, resümierte Stephan Schelle für das Webzine Musikzirkus, es sei allerdings „eine Spur zu gleichförmig, auch wenn die Stück an Abwechslung einiges bieten. […] Fans der Szene sollten aber mehr als ein Ohr riskieren.“

### Traps and Treasures
Im Sommer 2016 gab die Band bekannt, dass die Musiker mit Arbeiten an einem neuen Album begonnen hätten. Am 28. September 2018 veröffentlichte das Label Timezone Traps and Treasures. Produziert wurde das Album vom russischen Musikproduzenten Maxim Dergunov. Zur Veröffentlichung präsentierte die Band zu dem Stück The Warning erneut ein Musikvideo, das erneut von Frédéric Sapart realisiert wurde. Minusheart zeigte sich dabei in einer neuen Besetzung. Neben Sauer vervollständigten nun der Keyboarder James DIN, der Gitarrist Ingo Hahn und der Schlagzeuger Robert Lee Minusheart.

### The Dark Side of the Sun
Im Jahr 2020 kehrte Minusheart zu Echozone zurück und veröffentlichte am 24. April ihr fünftes Studioalbum The Dark Side of the Sun. Das Album wurde von Jan Loamfield von X-Fusion produziert. Die Single-Auskopplungen They Shout, Psycho Holiday und Warm Machines erreichten hohe Positionen in den Deutschen Alternativen Charts. Musikvideos zu den Stücken entstanden unter der Regie von Jörg Tochtenhagen und Jörg Scheuer. Im Jahr 2021 veröffentlichte Minusheart mit In My Roots die vierte Single, die es ebenfalls in die Deutschen Alternativen Charts schaffte. Die Videokünstlerin Enikö Kümmel zeichnete für die Entstehung des Videos verantwortlich. Personell wurde Minusheart erneut neu aufgestellt. Chriss Rey stieß als Gitarrist hinzu und brachte sich in den Schreibprozess ein.
The Dark Side of the Sun wurde überwiegend positiv aufgenommen. Es wurde erneut als gelungene und vielschichtige Clubmusik gelobt. Simone Berger bemängelte in einer für Crossfire Metal verfassten Rezension das Fehlen von „Kraft […] und Energie für die [im Pressetext] versprochene Adrenalinausschüttung. Zuweilen [ginge ihr] auch der gleich klingende monotone Gesang total auf die Nerven.“ Dany Wedel von Sharpshooter hingegen lobte das Album als „speziell und Zielgruppenorientiert [sic!].“ Frank Hübner schrieb für Westzeit hingegen die Band beherrsche ihre „Kunst zwischen stampfendem Rhythmus und elektronischer Härte aus dem Eff-Eff und lassen auch der Stimme von Frontmann Diver noch genügend Entfaltungsspielraum“.

## Stil
Um einen eigenen Stil bemüht, erfände die Gruppe so „das Electro-Rad […] keineswegs neu“. Einflüsse aus dem Dark Wave und der EBM ergänzen den Klang allerdings. Der Gesang wird mit „Punk-Attitüde in die Welt geshoutet“. Die Gesamtarrangements lassen sich „Zeit zur Entfaltung“, „sind oft verschachtelt und vertrackt“. Die Grundlage des Stils bilden „Beats, Basslines und dezente Melodien, dazu betont unmelodischer Sprechgesang […]. Auch eine Gitarre kommt immer mal wieder zum Einsatz, die […] ganz passend in die Electrostrukturen integriert“ wird. Ebenso werden „unkonventionelle Sounds, die am Ende nie nach Konserve klingen“, von der Gruppe genutzt.

## Diskografie
| Studioalben - 2009: Disease (Echozone) - 2011: The Big Idea (Echozone) - 2013: Calls From Space (Echozone) - 2018: Traps and Treasures (Timezone) - 2020: The Dark Side of the Sun (Echozone) Remixalben - 2010: Healed (Echozone) Download-Singles - 2011: Drawback (Echozone) - 2012: Inglorious Bang (Echozone) - 2014: Say the Word (Echozone) - 2019: The Warning (Timezone) - 2019: On Mercury (Timezone) - 2020: They Shout (Echozone) - 2020: Psycho Holiday (Echozone) - 2020: Warm Machines (Echozone) - 2021: In My Roots (Echozone) - 2023: A Catastrophe (Echozone) - 2023: Live Together (Echozone) - 2023: One Heart (Echozone) | Beteiligungen an Kompilationen - 2009: Cold Hands Seduction Vol. 100 (Sonic Seducer) - 2009: G-Mode 3 (Gothic Lifestyle-Magazin) - 2010: Correlation (Echozone) - 2010: Echozone-Label Special (Zillo) - 2011: Electro Pop Vol. 2 (Zyx Music) - 2011: (Ae) Quilibrium (Mutant Records) - 2011: Gothic-Spirits – EBM-Edition Vol. 3 (Golden Core) - 2011: Cold Hands Seduction Vol. 124 (Sonic Seducer) - 2014: Elektro EBM Industrial (Echozone) - 2014: Club Dance (Echozone) - 2014: Dark Dance (Echozone) - 2014: Gothic Spirits – EBM Edition Vol. 6 (Golden Core) - 2020: Cold Hands Seduction Vol. 219 (Sonic Seducer) - 2023: Cold Hands Seduction Vol. 248 (Sonic Seducer) | Beteiligungen an Video-Kompilationen - 2009: Feel No Pain (Gothic Visions, Echozone/Edel) - 2010: Lifespan (Breathtaker Club Version) (Gothic Visions II, Echozone/Edel) - 2011: Lifespan (Breathtaker Club Version) (Nachtaktiv 04-2011, Echozone) - 2011: Drawback (Nachtaktiv 05-2011, Echozone) - 2011: Drawback (Gothic Visions III, Echozone/Edel) - 2011: Drawback (Dark Visions, Zillo) - 2011: Future Lies (Nachtaktiv 06-2011, Echozone) - 2012: Book of Love (Dark Summer 2012, Zillo) - 2012: Inglorious Bang (Cold Hands Seduction Vol. 132, Sonic Seducer) - 2013: Book of Love (Gothic Visions IV, Echozone/Edel) - 2015: Song for the Blind (Gothic Visions V, Echozone/Edel) |